# João Loureiro Rocha Barbosa de Vasconcelos
João Loureiro Rocha Barbosa de Vasconcelos foi um político português.
Eleito deputado em 1919, pelo círculo eleitoral de Viana do Castelo, nas listas do Partido Evolucionista, resignou pouco depois. Foi secretário particular do Presidente da República António José de Almeida.